# Огій Степан Олександрович
Степан Олександрович Огі́й (8 грудня 1918, Могилів — 1 лютого 2006, Дніпропетровськ) — український скульптор; член Спілки радянських художників України з 1964 року.

## Біографія
Народився 8 грудня 1918 року в селі Могилеві (нині Дніпровський район Дніпропетровської області, Україна). 1940 року закінчив Дніпропетровське художнє училище, де був учнем Олексія Жирадкова, Миколи Погрібняка. У 1940—1941 роках навчався у Київському художньому училищі.
Брав участь у німецько-радянській війні. Воював у стрілецьких підрозділах, червоноармієць. Нагороджений двома медалями «За бойові заслуги» (29 серпня 1944; 15 червня 1945), орденом Вітчизняної війни II ступеня (6 квітня 1985).
З 1951 року працював скульптором Дніпропетровських художньо-виробничих майстерень Художнього фонду УРСР. Мешкав у Дніпропетровську в будинку на вулиці Зимовій, № 10. Помер у Дніпропетровську 1 лютого 2006 року.

## Творчість
Працював у галузях станкової та монументальної скульптури. Серед робіт:
станкові скульптури
- «Арфістка» (1950);
- «Окопна правда» (1960);
- «Монтажник» (1960);
- «Ланкова» (1961);
- «Сліпа» (1961);
- «А тепер учитися» (1963);
- «Шляхами війни» (1964);
- «Шевченко, Чернишевський, Добролюбов» (1964);
- «Думи солдатські» (1967);
- «Вісті з Великої землі» (1967);
- «Петро Чайковський» (1970);
- «Солов'ї, солов'ї…» (1972);
- «Електрозварник» (1973);
- «Доярка» (1973);
- «Герой Соціалістичної Праці механізатор М. Чорний» (1981);
- «Сапер» (1982);
- «Врожай» (1984);
- «Професор В. Власенко» (1985);
- «Народні месники» (1985).

монументальні роботи
- пам'ятник підпільниці Галині Романовій у Кам'янському (1965; разом з Георгієм Левчуком)[3];
- стела «Володимир Ленін» у Дніпрі (1967, разом з Георгієм Левчуком)[3][4];
- пам'ятник Іллі Мечникову у Дніпрі (1972, разом з Георгієм Левчуком)[3];
- погруддя віцеадмірала Володимира Корнілова в Севастопольському парку Дніпра (1973, разом з Георгієм Левчуком)[5];
- меморіальна дошка пам'яті Олександра Пушкіна у Дніпрі (1976, разом з Георгієм Левчуком)[3];
- пам'ятник Герою Радянського Союзу льотчику А. Головіну у Дніпрі (1976, у співавторстві);
- пам'ятний знак на честь Євгена Вучетича у Дніпрі (1976, у співавторстві);
- пам'ятник Герою Радянського Союзу льотчику А. Чиркову у Дніпрі (1977, у співавторстві);
- меморіальна дошка на місці розстрілу 10-тисячної демонстрації залізничників 1905 року у Дніпрі (1977, разом з Георгієм Левчуком)[3].

Брав участь в обласних, всеукраїнських мистецьких виставках з 1946 року. Персональні виставки відбулися у Дніпропетровську у 1968 та 1979 роках (обидві — ювілейні).
Роботи зберігаються у Дніпровському художньому музеї.